# Stockholm Lisboa Project
Stockholm Lisboa Project är ett portugisisk/svenskt folkmusikband bestående av Simon Stålspets (mandola), Sérgio Crisóstomo (violin), Rita Maria (sång) och Alice Andersson (saxofon). Bandet startade 2006 och medlemmarna bor i Sverige och Portugal. Bandet fick priset Preis der deutschen Schallplattenkritik (2009 och 2013). År 2010 valdes de till en Showcase på den internationella världsmusikmässan WOMEX i Köpenhamn och nominerades även till Songlines Music Awards 2010.
Bandet har spelat livekonserter i radio i RDP (2007, 2008, 2009, 2012), SR (2007), WDR (2009), NDR (2016), YLE (2008), Spansk Nationell Radio (2011) samt turnerat i olika delar av världen.

## Medlemmar
- Rita Martins (vokalist).
- Alice Andersson (saxofon).
- Simon Stålspets (mandola)
- Sérgio Crisóstomo (violin)

## Diskografi
- Sol, 2007
- Diagonal, 2009 [4]
- Aurora, 2012 [5]
- Janela, 2016